# 山田長政
山田 長政（やまだ ながまさ）は、江戸時代初期にシャム（現在のタイ）のアユタヤ日本人町を中心に東南アジアで商人・軍人として活躍した人物。通称は仁左衛門（にざえもん）。『異国日記』では山田仁左衛門尉長正という署名が記録されている。
もとは沼津藩の駕籠かきであったが、朱印船に乗りシャムへ渡航、日本人町の首領として貿易やシャム・江戸幕府間の外交の仲介に従事した。日本人兵士の軍事力を動員した功績により、ソンタム王の信任を得て最高位の爵位を与えられ、オークヤー・セーナピモックと称した。ソンタム王の死後、王位を狙う貴族・オークヤー・カラホムと対立。リゴール長官として地方に派遣されパタニ王国と戦ったが、王位に即いたカラホムの息の掛かった者に毒殺されたという。
その生涯を伝える史料は日本・オランダのものがほとんどで、タイの史料には言及がないため、非実在説も唱えられる。日本ではシャムの王女を妻として国王の跡を継いだという伝説を生んだほか、近代には南進論が国策とされる中で修身の教科書の題材となって顕彰された歴史もある。現在のタイでは日本ほど著名ではないのに加え、タイの政治に干渉した外国人として低い評価がされる傾向もある。

## 生涯

### 出自
天正18年（1590年）の生まれとされる。出身地は諸説あり確定していない。『天竺徳兵衛物語』の伊勢山田説、『暹羅国山田氏興亡記』の尾張説、『長崎記』の長崎説などが存在するが、『武将感状記』『駿河志料』『駿河国志』のとる駿河説が最も史料が多い。駿河説では父は駿府馬場町の紺屋九左衛門、母は藁科の寺尾惣太夫の娘とされ、九左衛門の実子ではなく母の連れ子とするものもある。『山田仁左衛門渡唐録』は長政は織田信長の子孫を自称していたとする。
以心崇伝『異国日記』元和7年（1621年）9月3日条に「大久保治右衛門六尺山田仁右衛門」とあり、沼津藩主・大久保忠佐の駕籠かきをしていたとみられる。忠佐は慶長18年（1613年）に没し家は断絶しているため、駕籠かきをしていた時期はそれ以前となる。

### シャムへ渡航

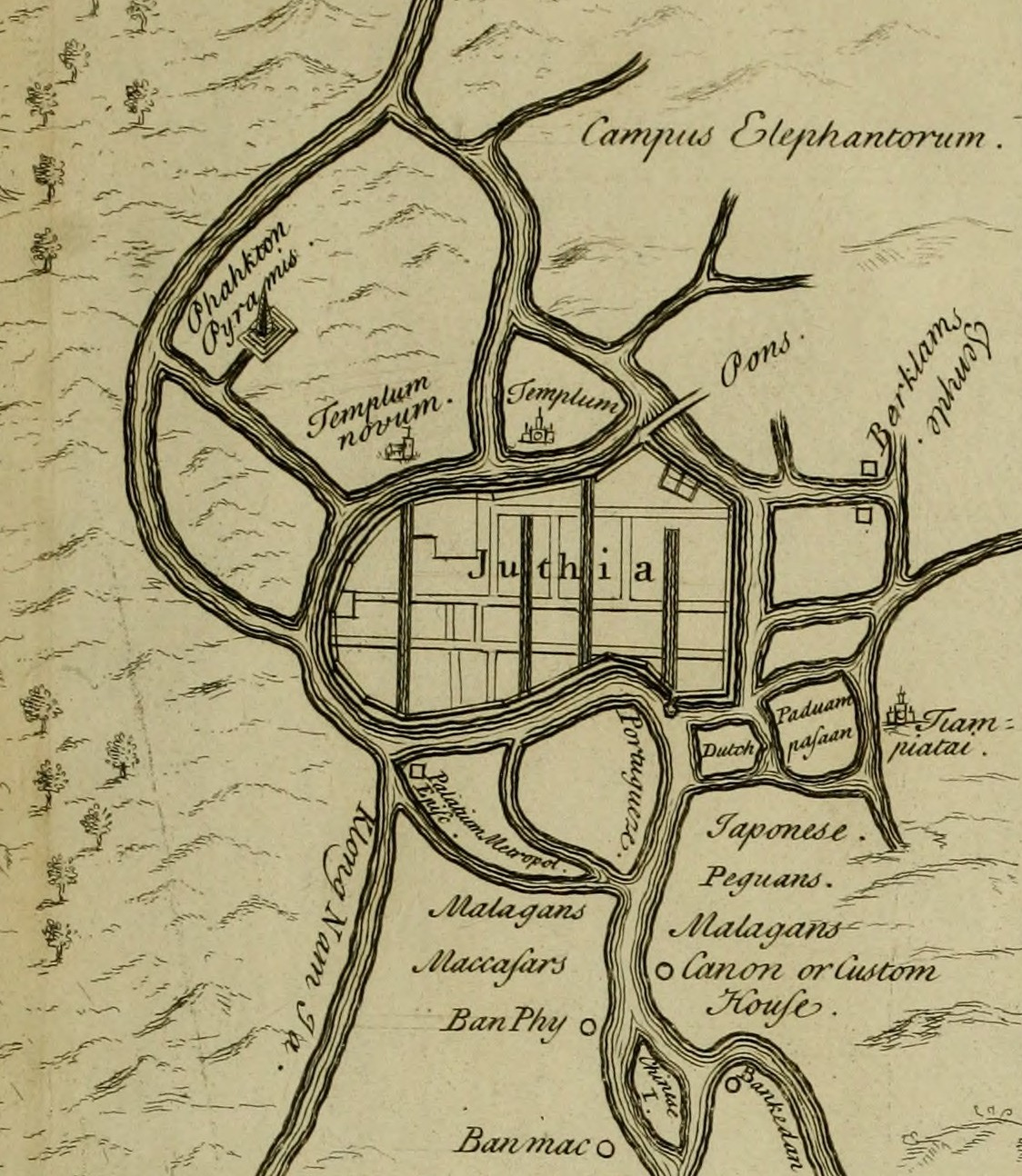
ケンペル『日本誌』よりアユタヤの地図。右下に日本人町。

長政のシャムへの渡航時期については確定していない。尾張出身説をとる『山田仁左衛門渡唐録』では元和の初め、巳午の年（1617・1618年）に駿府の商人・瀧佐右衛門と太田次郎右衛門の朱印船に便乗して台湾に向かったとしている。他方『天竺徳兵衛物語』は武蔵国で罪を犯したため長崎へ逃亡し、そこからシャム行きの船に乗ったとしている。アユタヤで儲けた子の生年が慶長18年（1613年）であることから、岩生成一や小和田哲男はその前年、慶長17年（1612年）ごろに渡航したと推測している。
長政は1620年または1621年にアユタヤ日本人町の頭領になったと考えられている。前述した『異国日記』元和7年（1621年）条はシャム国王から江戸幕府への国書を携えた使者の仲介のため、長政が鮫2本・塩硝200斤の献上品とともに土井利勝・本多正純に書状を送った際、無名だった長政の素性について話題に上がったものである。この時はじめて幕閣に名前を知られた長政だったが、これ以降シャム日本間貿易が拡大していくのに伴い長政は勢力を拡大していく。
1621年、スペイン・ポルトガル艦隊がマカオの争奪をめぐってオランダ艦隊と戦い、この勝利に乗じたスペイン艦隊がメナム川を遡上してアユタヤ近くまで攻め込んできたのに対し、長政率いる日本人部隊が艦に火を放って勝利したためソンタム王の信任を得る契機になったと言われる（実際にはマカオの戦いは1622年）。また1624年にイスパニア艦隊がメナム川に侵入した際もシャム軍とともに長政率いる日本人部隊が司令官フェルナンド・デ・シルバらを殺害してこれを撃退したともされるが実際にはシルバはその後も生存している。

後世では軍功が強調される長政であるが、当初は専ら貿易に従事して名を挙げたものとみられる。1624年から1626年にかけての平戸商館長コルネリス・ファン・ナイエンローデやシャム駐在のピーテル・ファン・デル・エルストの書簡により、シャムにある日本人のオプラ（長政）が鹿皮・鮫皮・蘇芳木の貿易でオランダと競合する程に勢力を有したことが確認できる。長政の勢力拡大はオランダの貿易の縮小を招くこととなり、1629年にアユタヤのオランダ商館は閉鎖に至っている。

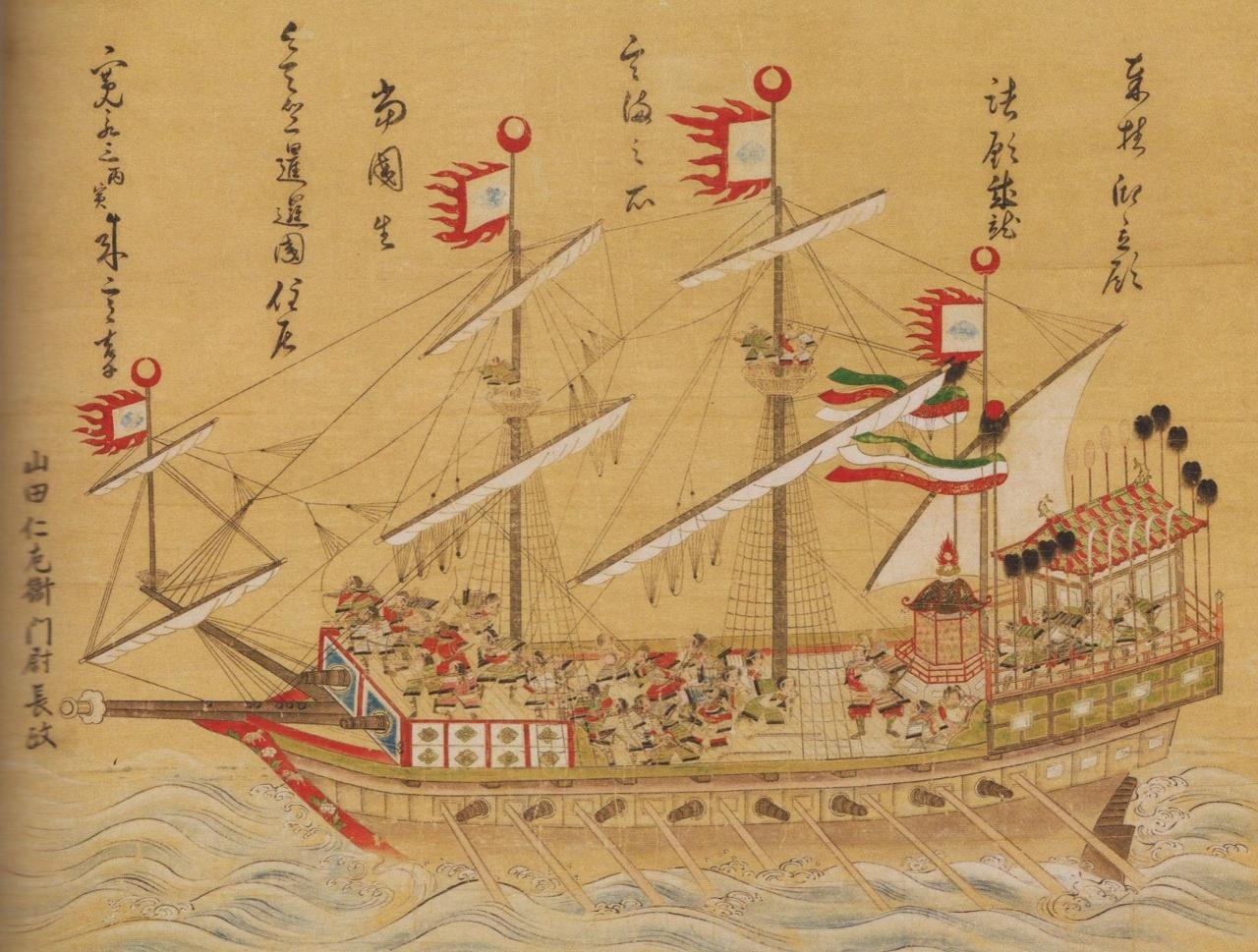
静岡浅間神社蔵『戦艦図絵馬』模写

寛永3年（1626年）長政は静岡浅間神社に「戦艦図絵馬」を奉納している。これは元々絹あるいは紙に描かれていたものだったようだが徳川吉宗の上覧に供された後天明8年（1788年）に神社の火災で焼失。駿府勤番・榊原長俊が模写したものをさらに写した絵馬と、1921年（大正10年）に発見された長俊模写本が神社に所蔵されている。ただし戦艦ではなく武装商船との見方もある。絵馬に「当国生」とあることが駿河国出身説の補強とされるが、「当国」とは「日本」を指すという異論も存在する。
当時のシャムにはオークヤー/オーヤ（握雅/Oija）、オークプラ/オプラ（握浮哪/Opra）、オークルオング（握鸞/Oloangh）、オーククン（握坤/Ockon）、オークムン（握悶/Omon）、オークバン（握板/Opan）という6階級の官位が存在していた。長政が昇進していく様子は『異国日記』に記録されたシャムからの書状によって確認できる。元和7年（1621年）のシャム国書では「坤采野惇」（クン・チャヤ・スン）、すなわちオーククンの地位にあった長政は、寛永3年（1626年）の酒井忠世・土井利勝宛オークプラ・シータマラート書簡では「鸞・采野惇」（ルオング・チャヤ・スン）から改め「浮哪司臘那毘目・納斜・文底釐」（プラ・セーナピモック・ラクサー・モントリー）に昇進したことが見える。日本の史料で確認できるのはオークプラまでの昇進だが、後述『シャム革命史話』により1629年ごろにはオークヤー・セーナピモックとなっていたことが判明する。「セーナピモック」とは「戦の神」を意味する欽錫名であるという。タイの史料で長政について言及したものはほとんどないが、ラーチャブリー親王が編纂した『コットマイ・ラブリー』という法制史の文献に、日本人義勇軍の隊長、プラ・セーナピモックの禄高が1000ライ（約132ヘクタール）だったと記録されている。
長政が国王の信頼を得ていたことはオランダ側にも知られており、1628年3月1日付『インド参事会決議録』によれば、ヤン・ピーテルスゾーン・クーンらはシャムからマラッカへ向かうジャンク船を拿捕したが、それがシャム在留日本人のオプラ（長政）の持船であることが判明し、彼はシャム国王の信頼を得ている人物のため拿捕によりシャムでの不利益を生じるおそれがあるとして船を解放することを決議している。

### 栄光と死

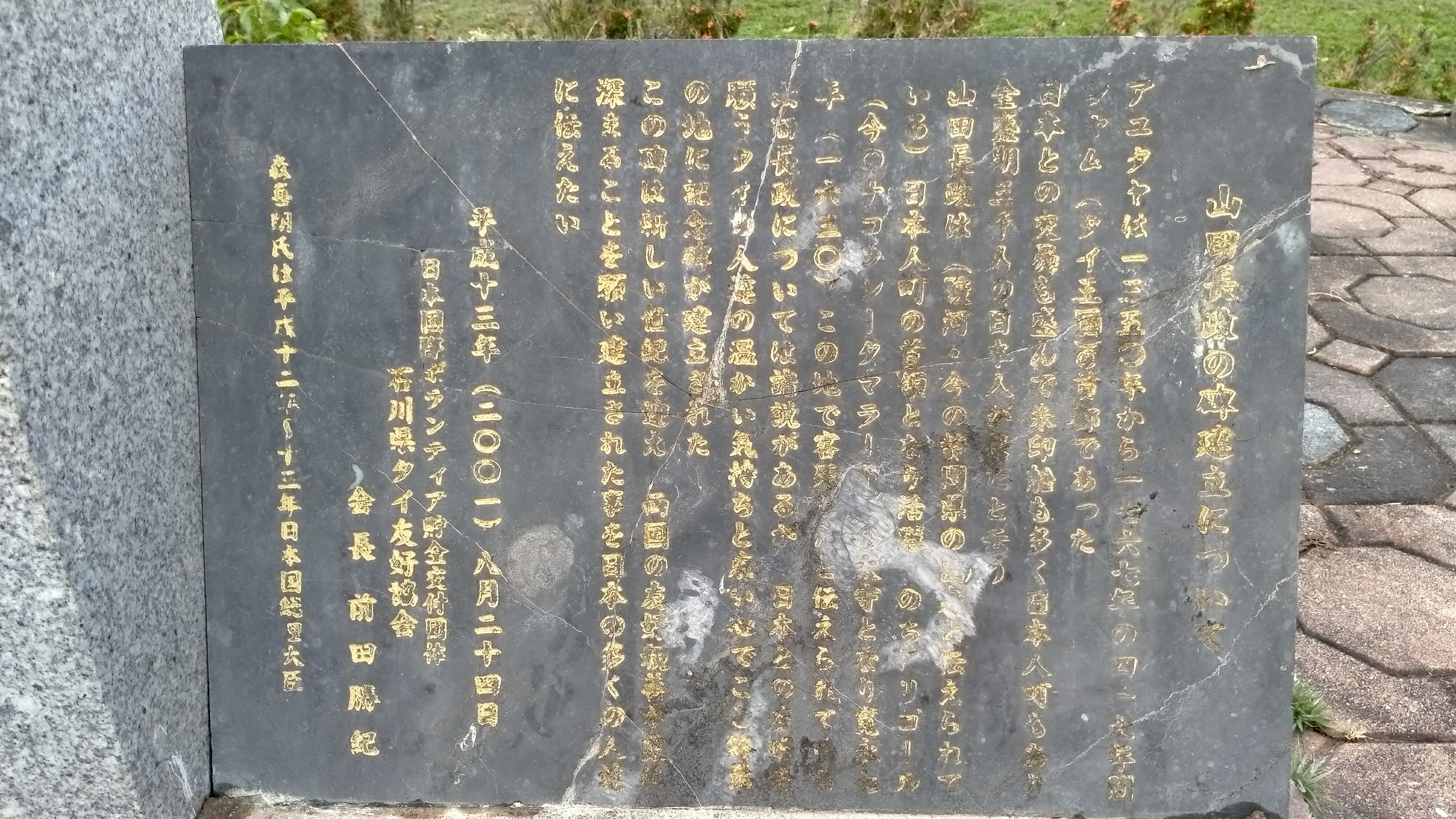
ナコンシータマラートにある山田長政の慰霊碑

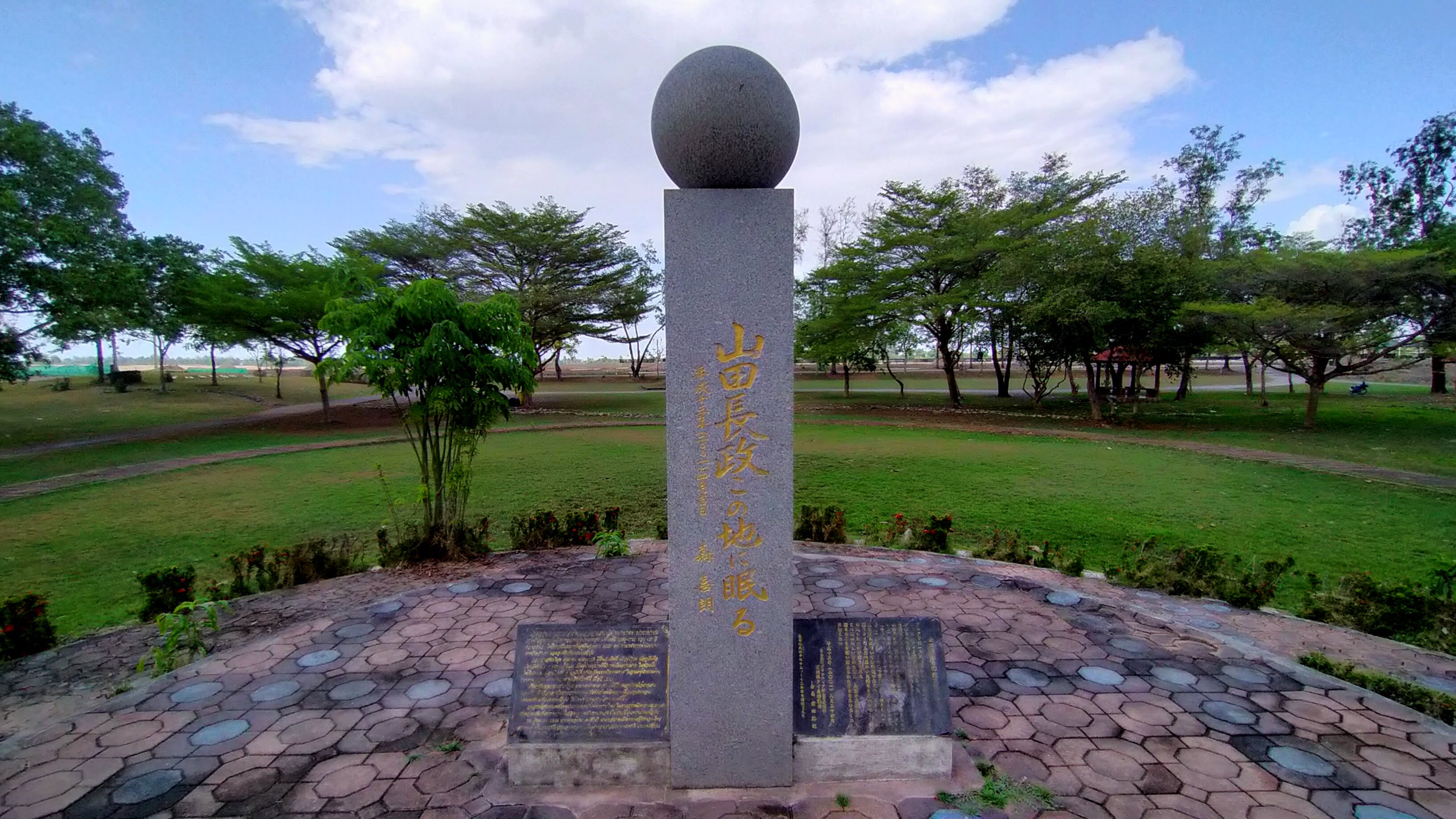
ナコンシータマラートにある山田長政の慰霊碑

オランダのアユタヤ商館長、エレミヤス・ファン・フリートが書き記した『シャム革命史話』（『17世紀に於けるタイ国革命史話』とも）が長政の栄達から死去に至るまでに関する基本史料となる。以下では特段の断りがない限り『シャム革命史話』に従って記述する。同書では長政は「オークヤー・セーナピモック」「オークヤー・リゴール」と書かれるが、便宜上以下では長政とする。
1628年10月、ソンタム王は病気で倒れ、当時の兄弟相続の慣例に反し、王と宮内長官のオークヤー・シーウォラウォンはチェーター王子への相続を企図した。なお『暹羅国山田氏興亡記』では、長政が日本では親子相続が国法であることを王に伝えたために王は王子への継承を考えたとされている。王弟シーシンへの相続を支持する他の大臣らを抑えるため、王は長政に命じて日本人兵を出動させ、王子を守らせた。同年12月12日にソンタムが死去すると、その遺言通りチェーターが即位し、シーウォラウォンが実権を握って即位に反対した高官らの粛清を行った。この粛清に長政が関与したことは、翌1929年8月5日付のオランダ平戸商館長から大村のモイゼルに宛てた手紙に、叔父を差し置いて即位した新王がオプラとその部下の日本人らによって高官を多数殺害したと記述されていることからも確認できる。権力を拡大させたシーウォラウォンはオークヤー・カラホムの名跡と財産を継ぎ、弟がオークヤー・シーウォラウォンを継いだ。新王の叔父・シーシンは僧籍に入ることで粛清を免れていたが、長政の策謀により王宮に参内し僧服を脱いだところを捕縛された。シーシンは洞窟で餓死させられそうになったところを脱出し、2万の大軍を率いてペッブリーで挙兵したが、長政率いる7-800人の日本人兵を含む1万5000-2万のオークヤー・カパインを司令官とする国王軍に敗北し、逃走を図ったシーシンも捕まり処刑された。なお『山田氏興亡記』や『暹羅風土軍記』は長政が逸比留、すなわちペッブリーの王に封ぜられたとするが、これは疑わしい。王位を確固たるものにしたチェーターは江戸幕府に国書を送り、寛永6年（1629年）5月30日に長崎に着いた使者は9月17日に江戸で将軍家光に拝謁している。このときに長政は「山田仁左衛門尉長正」の名で斡旋の依頼の書状を関主税助（老中・酒井忠世側近）を送り、これに対する返書は酒井忠世より「山田仁左衛門尉殿」宛となっていることからシャムの高官となった長政を幕府が丁重に扱おうとしたことがうかがえる。
専横を強めるカラホムに対し不満を募らせたチェーター王がカラホムの批判を行ったことを契機として、カラホムはカパインを味方につけ日本人兵を動員し王宮を襲撃して殺戮を行い、王は王宮を脱出したものの「王宮を捨てた者に王の資格はない」という論理で処刑されてしまった。この謀叛への長政の関与について『シャム革命史話』は何も記述していない。
カラホムは長政の屋敷を訪れ、年少の王子を即位させるのではなく大臣の中から適当な者が王として即位し、王子が成長したら王位を譲ることを提案したものの、長政はそれでは血筋が王族に近く多くの官職を有するカラホムが即位することとなり、そうなればカラホムは王位に即くために王を殺したと思われるだろうと述べて反対した。長政は10歳ほどの王弟を即位させてカラホムが補導役兼摂政となることを提案し、結果チェーター王の弟のアーティッタヤウォンが即位しカラホムは補導役兼摂政となった。
カラホムは自身に匹敵する権力を有していたカパインを処刑したので、長政はその遺体を丁重に葬り、弁明のために屋敷を訪ねたカラホムに対し門を閉ざしてこれを拒絶した。カラホムは一計を案じ、長政がオランダ船と密通して日本人を率いて悪事をなそうとしているという噂を流し、長政が訪問を拒めないようにした上で長政のもとを訪れ、リゴール（六昆、現・ナコーンシータンマラート県）長官への就任を打診した。長政は辞退したもののパタニ王国からの侵攻や住民を二分する争いなど難治のリゴールを任せられる人物は他にいないと述べて説得したため、長官かつ先例のないリゴール王として金字塔型の冠を宮中で戴冠し、日本人兵を率いて任地へと赴いた。1531年6月5日付バタヴィア総督府のアントニオ・ヴァン・ディーメンから東インド会社への報告書によれば、在シャム日本人の頭領オークプラ（長政）が日本人300人とシャム人3-4000人を率いてリゴールを征服し王を捕らえシャムに送ったことによる混乱のため、ブルックマンスは利益を挙げられずに帆船スヒーダムで1630年1月4日バタヴィアに帰還したと述べているため、長政の着任はこれ以前と分かる。
リゴールを平定した長政は都に報告の使者を送ったが、その時既にカラホムはアーティッタヤウォン王を殺害して自身がプラーサートトーンとして王位に即いていた。新王は内心長政の勝利を歓迎せず、表向きは贈り物や美女を贈ることで栄誉を与えたが、同時に密かに前長官に長政を排除すれば長官職に復帰させるとの指令を与えていた。パタニ王国との戦闘で脚を負傷していた長政は、前長官の弟のオークプラ・ナリットによって毒入りの軟膏を塗られ数時間後に死亡した。

### 死後
長政の死後、リゴールの王の地位は約18歳の息子、オーククン・セーナピモックが継承したが、日本人には支持されたもののリゴールの住民からはアユタヤ王に叛くものとして支持されなかった。リゴールの前長官は自身の娘を彼に嫁がせていたが、オーククン・シルウイ・アグウォットという日本人兵の隊長を唆してオーククン・セーナピモックと抗争を生じさせる事に成功し、騙されたことに気付いたオーククン・シルウイ・アグウォットは前長官を殺害したが、かえって日本人とリゴール住民の争いを激化させることとなってしまった。その中でオーククン・シルウイ・アグウォットも戦死し、オーククン・セーナピモックら日本人はリゴールを捨ててカンボジアへ向かった。ただし陸路でカンボジアに逃れる場合、アユタヤに近いバンコク周辺を通過しなければならないため、小和田哲男は疑問を示している。
長政の死の報に王は安堵し、長政の貿易船が日本から帰ってくると一旦はこれを没収したが日本人の反抗をおそれて返還した。しかし日本人は王への反逆心を抱き続けたため、王は1630年10月26日夜に日本人居住区に火を放ち大砲を撃ち込み、日本人はジャンク船に乗り込んで逃げ出した。1631年10月17日付シャム発ヤックス・スペックス宛ダニール・ファン・フリート書簡によれば、日本人が国王の悪口を流布したために昨年財産没収と焼討ちを受けることとなり、彼らはジャンク船ではじめはリゴールに逃げようとしたが住民の反抗に遭いカンボジアに逃れたという。『バタビヤ城日誌』1631年12月5日条にも、昨年王は日本人の襲撃をおそれて4000人で居住地を攻撃し、ジャンク船で逃亡した日本人はリゴールに上陸できなかったためカンボジアで反撃の機会をうかがっていると記録されている。
長政の死と日本人町焼討ちの情報は、プラーサートトーンの国書到達とともに日本へもたらされた。1631年7月18日付江戸のウィルレム・ヤンセン宛平戸商館長書簡には、シャムのオプラのジャンク船が薩摩を経て長崎に到着したことと、シャムの日本人はことごとく殺害または追放されたらしいとある。以心崇伝『本光国師日記』によれば寛永8年（1631年）12月28日に江戸城に登城した崇伝はシャムの国書を見せられており、山田仁左衛門が病死しその養子が謀叛を企んだらしいと崇伝は書き残している。日本人町焼討ちの情報ももたらされたとみられ、幕閣の協議の結果国書に対する返書は出されることなく、シャムと日本との国交が断絶する結果となった。
アントニオ・フランシスコ・カルディムの報告には、カンボジアに逃亡した日本人も、2、3年を経てシャムへの帰還を王によって認められ、元の特権も取り戻したと記録されている。1633年6月5日にはシャムのオランダ商館日記に日本人の頭領・太右衛門および広助と皮革の取引を行っていることが見える。とはいえ復興した日本人町は元に比べれば小さなものであり、シャム・日本間の国交断絶や鎖国政策により18世紀初めには町としての実体を失ったとみられている。
1915年（大正4年）11月10日、贈従四位。
1935年（昭和10年）3月25日、タイに寄港した日本海軍練習艦隊がアユタヤ日本人町跡地に長政を祭神とする長政神社を建立した。

## 人物・評価
長政の肖像画として最も早くに公刊されたものは、屋代弘賢『居敬堂随筆』に納められた屋代弘賢旧蔵と称するものである。1878年（明治11年）に静岡浅間神社に奉納された、長政をシャムに渡航させたという貿易商の子孫・太田与兵衛旧蔵の長政肖像もこの系統とみられ、これらの模写は多く作られて長政肖像としてよく知られている。しかしタイのような温暖な地域を拠点に活動した長政の肖像としては厚手の洋服を身につけているのは不自然であるとの指摘もなされている。
新村出は1925年『続南蛮広記』で、長政は税関を支配し財政の面から出世したという説を提唱したが、これに対する批判もなされている。
矢野暢は『中央公論』1987年6月号で「『山田長政』はいなかった」を発表し山田長政非実在説を唱えた。タイ語史料に現れないことや、オランダ語文献の「オークヤー・セーナピモック」を長政と同一人物だと積極的に論証する史料がないことを根拠に「山田長正」を一介の商人とみる説だが、これには小和田哲男から反論がなされている。
山岡荘八『山田長政』などの小説では長政の死は貿易での競争関係にあったオランダの陰謀によるものであった、とされることがあるが、史実とみるには根拠を欠く。
大鳥圭介らが1875年（明治8年）に編纂した『暹羅紀行』の中では、プラーサートトーン王が山田長政と同一人物ではないかという説が述べられている。この説は1893年（明治26年）の渡辺修二郎『世界ニ於ケル日本人』において否定されており、同書はそのほか六昆国王あるいは暹羅国王とする文献も誤りとし、実態はシャムの一侯でしかなかったとしている。
長政は歴史・国語・修身の教科書に1879年から1900年にかけて登場している。1930年代に南進論が国策として採用されたのに伴い、大東亜共栄圏の理想を体現する英雄としての山田長政に関する研究書・一般書が多数世に出ることとなった。1900年以降教科書には取上げられなくなっていた長政だったが、1941年の『初等科修身二』の教科書に登場し、教師用分冊では「海外雄飛の精神を鼓吹し、大東亜共栄圏の建設に邁進するの心構えを養わしめようとする」ためと説明されている。
決定的証拠はないが、1770年に上陸したキャプテン・クックよりも先にオーストラリア大陸を発見していたとの説を『産経新聞』が紹介している。ただし、オーストラリア大陸に初めて到達したヨーロッパ人はクックではなく、1606年に到達したオランダ東インド会社の商人ウィレム・ヤンスゾーンである。

### タイにおける評価
前述のように山田長政に関するタイの史料はほとんどなく、日本に比べるとタイにおける知名度は著しく低い。そればかりか、シャムの国情に疎い外国人の身でありながら王位継承や内政に介入したがために自ら身を滅ぼしたとして低い評価が一般にはされている。
タイの歴史学会において最初に山田長政を紹介したのは1920年に印刷されたアーネスト・サトウの"Notes on the intercourse between Japan and Siam in the seventeenth century"（邦訳：『山田長政事蹟合考』）である。1930年代には日本・タイ間の交流が盛んになるのに伴いダムロン親王が『シャム革命史話』をタイ語・英語への全訳を命じるなど一時的に関心が高まったが、戦後は1970年代に日本の経済進出によって反感の対象として取上げられることがあった以外は、関心が低い状態が続いている。

## 文献
- 「渡天之説」（『改定史籍集覧』所収） - 天竺徳兵衛が宝永4年（1704年）に長崎奉行に語った内容を記録したもので、『天竺徳兵衛物語』のもとになったとみられる[103]。山田仁左衛門は伊勢山田の御師の手代で、侍大将・右大臣そして国王の聟となり暹羅一国を譲られたという[103]。
- 『天竺徳兵衛物語』（『宗心物語』） - 天竺のシャム一国の主、山田仁左衛門は伊勢山田の御師の手代で、軍功を挙げて侍大将・左大臣さらに国主の聟となって跡を継いだという[104][105][103]。
- 『山田仁左衛門渡唐録』（『山田仁左衛門紀事』） - 駿府郊外東押切村（現・静岡市清水区押切）の柴山柳陰子が元禄年間に著述したものであるという[106]。織田信長の子孫を称する山田仁左衛門は尾張の出身だったが流浪して駿府宮ケ崎に住み、元和の初めごろ瀧佐右衛門・太田治右衛門の船に便乗し大宛（台湾）で下船した[107][108]。寛永年間に瀧・太田が再び大宛に渡ると日本の商船は暹羅国に来るようにとの国書が来ており、暹羅で歓待を受けた2人が王に会うとそれは仁左衛門であった[107][108]。彼は軍功を挙げて王女を娶り王位を譲られたのであり、瀧・太田は交易により大いに利益を上げて帰国した[107][108]。寛永10年（1633年）に長崎に来た暹羅人はその王は反逆の徒に毒殺されたと語った[107][108]。
- 『暹羅国山田氏興亡記』 - 智原五郎八（宗因）の著[109]。享保20年（1735年）筆記との奥書のあるものがある[110]。寛永4年ごろ暹羅国に尾張出身の山田仁左衛門という者があり、2万石の封地を賜り、逸比留国を領国とした[111]。寛永9年（1632年）5月16日に国王は死去し、跡継ぎの太子の補佐を重臣カウハムと仁左衛門に託した[111]。新王の母后はカウハムと密通して新王を毒殺し、自ら女王として即位した[111][注釈 5]。これに怒った仁左衛門は挙兵したが女王は弁明して太尼・六昆の2国を加えて与えるとした[111]。仁左衛門は鴆毒を盛られて翌寛永10年（1633年）春に死亡した[111]。仁左衛門の嫡子・オインは六昆にあったが、六昆国の者は暹羅国につきオインの城を攻めたので彼らは国外へ逃亡した[111]。智原宗因はこのとき日本に帰国したもので、オインはカンボジアに逃れたが、カンボジア王位を巡る争いの中で落命したという[111]。
- 『暹羅国山田風土軍記』 - 『暹羅国山田興亡記』と内容や語句の共通が多く、同書の写本の一つを参照して著された可能性が高い[110]。
- 『武将感状記』（『近世正説砕玉話』） - 元文の頃、佐枝政之進尹重（熊沢正興、淡庵子）の著[113][114]。駿府藁科の民、仁左衛門は、シャムの国王に仕えて王弟の反乱も平定した[113]。ロソン船は格子を甲板に敷いて乗り移ってきた敵を格子の下から矛で突く戦法をとっていたが、仁左衛門は灰をまいたので乗員は目を開けていられず、仁左衛門は勝利を得た[113]。仁左衛門は帰国を望み、それに必要な銀千貫を集めていたが、病死して帰国は叶わなかった[113]。
- 『紅毛天地二図贅説』 - 元文2年（1737年）、北島見信の著[115]。阿因を女子とする誤りを犯している[116]。
- 『駿河志料』 - 新宮高平著。長政の父は九左衛門、母は藁科村寺尾惣太夫の娘とし、駿府馬場町に山田長政旧宅があるとする[117]。
- 『駿河国志』 - 榊原長俊著。
- 『気吹颫』 - 平田篤胤著。
- 『通航一覧』 - 林復斎編。

## 山田長政関連作品

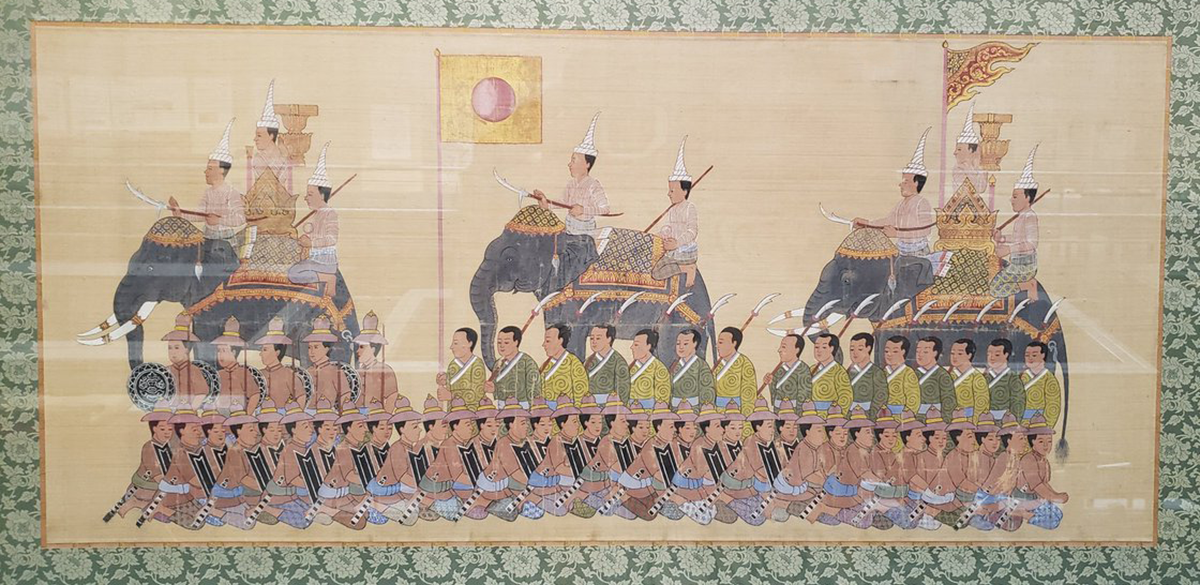
『日本人義勇軍行進図』ワット・ヨム寺院に描かれたものの模写（静岡浅間神社蔵）

### 小説
- 「王国への道 - 山田長政」遠藤周作／新潮文庫　ISBN 4101123195
- 「史実 山田長政」江崎惇／新人物往来社 ISBN 4404013221
- 「山田長政の密書」中津文彦／人物文庫（学陽書房）　ISBN 4313751114
- 「山田長政の秘宝　シャム日本人町の超人」和久峻三／角川文庫　ISBN 4041421764
- 「山田長政・他3篇」山岡荘八／講談社・山岡荘八歴史文庫　 ISBN 4061950592
- 「風雲児」白石一郎／文春文庫　ISBN 4167370182（上巻）・ISBN 4167370190（下巻）
- 「暹羅国武士盛衰記　 真説ヤマダナガマサ」岩城雄次郎／光和堂　ISBN 4875381107
- 『日本人オイン』大仏次郎、講談社、1932年
- 『日東の冒険王』南洋一郎、1937年
- 『山田長政南進日本の先駆者』池田宣政（南洋一郎）、1941年（伝記）
- 『山田長政』角田喜久雄、大日本雄弁会講談社、1941年
- 『山田長政と南進先駆者』沢田謙、潮文閣、1942年
- 『山田長政』白井喬二、田中宋栄堂、1942年
- 『山田長政 落日の日本町』林青梧、光風社出版、1980年
- 『南国の業火 山田長政伝』渡辺了昭、新風舎、1998年

### その他
- 『山田長政 王者の剣』[118]・・・日本・タイ合作映画（1959年）主演：長谷川一夫
- 『Yamada: The Samurai of Ayothaya（ซามูไร อโยธยา）（英語版、タイ語版）』[119]・・・タイ映画（2010年、日本未公開）
- 『南十字星 コルネリアお雪異聞 わたしの山田長政』[120]・・・テレビドラマ（1978年）
- 『リゴール総督・山田長政』[121]・・・紙芝居
- 『メナムに赤い花が散る』・・・宝塚大劇場花組公演（1968年）、制作:宝塚歌劇団、作:植田紳爾
- 『メナム川の日本人』遠藤周作（戯曲）
- 『山田長政の唄』作詞：角田喜久雄、唄：東海林太郎。テイチクレコード、1941年。
- 『山田長政』作詞・作曲：あがた森魚、編曲：細野晴臣。1976年1月にあがた森魚が発表したアルバム『日本少年（ヂパング・ボーイ）』に収録。山田長政の生涯を歌詞に盛り込んだ曲。